# RiRi

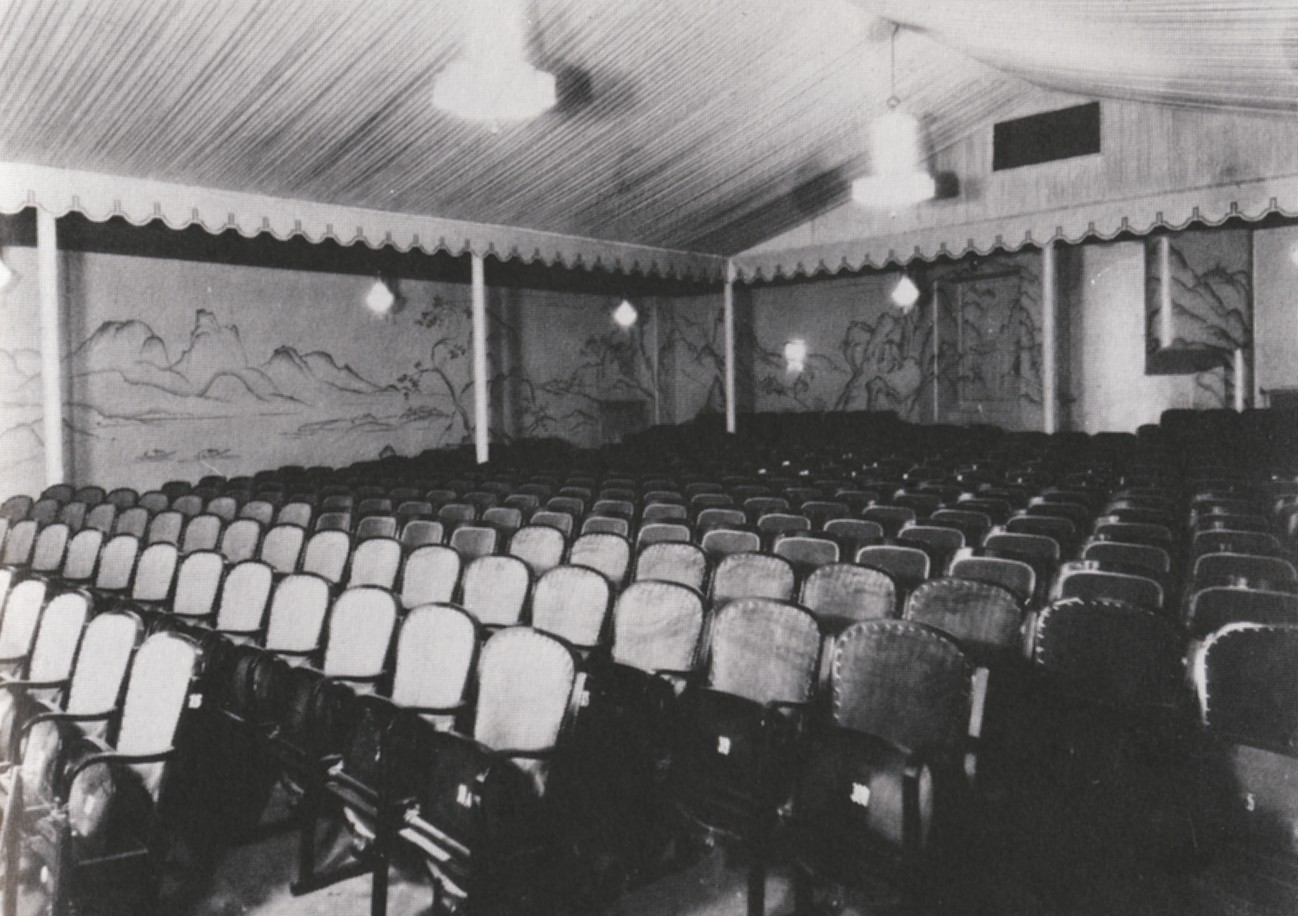
"Nytorgs-Teatern" 1911

RiRi var en varietéteater, senare biograf vid Nytorget 6 på Södermalm i  Stockholm. Andra namn var Nytorgs-Teatern och Södra Cabaréten.
Teatern öppnade i november 1909 som varietélokal under namnet Nytorgs-Teatern. Från augusti 1911 ändrades lokalen till biograf med 400 platser. Under större delen av 1916 användes Nytorgs-Teatern som cabaréscen under tillfälliga namn som Södra Cabaréten, Mindre Teatern, Glada Laxen och därefter åter Nytorgs-Teatern med filmvisningar.
År 1931 övertogs Nytorgs-Teatern av Ri-Teatrarna och fick namnet RiRi. Sista filmvisning var 26 mars 1961.